# Верхний Кункур
Ве́рхний Кунку́р (бур. Дээдэ Хүнхэр) — село в Агинском районе Агинского Бурятского округа Забайкальского края России. Входит в состав сельского поселения «Кункур».

## География
Находится в юго-восточной части района, на расстоянии 89 километров к юго-востоку от посёлка городского типа Агинское, на левом берегу реки Онон и примыкает с северо-востока к селу Кункур.
Климат
Климат характеризуется как резко континентальный засушливый. Абсолютный минимум температуры воздуха самого холодного месяца (января) составляет −56 °C; абсолютный максимум самого тёплого месяца (июля) — 38 °C. Среднегодовое количество атмосферных осадков составляет 250—380 мм.
Часовой пояс
Село Кункур находится в часовой зоне МСК+6. Смещение применяемого времени относительно UTC составляет +9:00.

## История
Село образовано в 2013 году путём выделения из села Кункур на основании закона Забайкальского края от 25 декабря 2013 года № 922-ЗЗК.

## Население
| 2021 |
| ---- |
| 2    |

## Инфраструктура
В соседнем селе Кункур, центре сельского поселения, функционирует средняя общеобразовательная школа, ясли-сад, дом культуры и сельская врачебная амбулатория.

## Транспорт
К селу подходит автомобильная дорога общего пользования регионального значения «Подъезд с. Кункур» (76 ОП РЗ 76К-163 18) — 16 км на восток от региональной автодороги 76К-002 Агинское — Нижний Цасучей.
В 60 км к юго-западу находится ж.-д. станция Оловянная.